# Brazil International 2007
Die Brazil International 2007 (auch São Paulo International 2007 genannt) im Badminton fanden vom 11. bis zum 14. Oktober 2007 in São Paulo statt.

## Sieger und Platzierte
| Disziplin    | Gold                            | Silber                             | Bronze                            |
| ------------ | ------------------------------- | ---------------------------------- | --------------------------------- |
| Herreneinzel | Eric Go                         | Andrés Corpancho                   | José Antonio Crespo               |
| Herreneinzel | Eric Go                         | Andrés Corpancho                   | Kaveh Mehrabi                     |
| Dameneinzel  | Lucía Tavera                    | Deyanira Angulo                    | Jie Meng                          |
| Dameneinzel  | Lucía Tavera                    | Deyanira Angulo                    | Jennifer Coleman                  |
| Herrendoppel | Lucas Araújo Paulo von Scala    | Guilherme Kumasaka Guilherme Pardo | Felipe Prata Filipe Toledo        |
| Herrendoppel | Lucas Araújo Paulo von Scala    | Guilherme Kumasaka Guilherme Pardo | Daniel Paiola Thomas Moretti      |
| Damendoppel  | Jie Meng Valeria Rivero         | Marina Eliezer Paula Villela       | Irytsha Gonzalez Daneysha Santana |
| Damendoppel  | Jie Meng Valeria Rivero         | Marina Eliezer Paula Villela       | Patricia Oelke Thayse Cruz        |
| Mixed        | Andrés Corpancho Valeria Rivero | Filipe Toledo Paula Pereira        | Felipe Prata Marina Eliezer       |
| Mixed        | Andrés Corpancho Valeria Rivero | Filipe Toledo Paula Pereira        | Hugo Arthuso Paula Villela        |